# جيمي مكينتوش
جيمي مكينتوش (بالإنجليزية: Jimmy McIntosh)‏ (5 أبريل 1918 في المملكة المتحدة - 2000) هو مدرب كرة قدم ولاعب كرة قدم بريطاني (وحمل سابقاً جنسية المملكة المتحدة لبريطانيا العظمى وأيرلندا) في مركز الهجوم. لعب مع بريستون نورث إيند وليسبورن ديستليري ونادي إيفرتون ونادي بلاكبول وDroylsden F.C. ‏.

## وصلات خارجية
- جيمي مكينتوش على موقع قاعدة بيانات كرة القدم.إي يو (الإنجليزية)